# Vangulifer
Vangulifer James & Olson, 1991 è un genere estinto di uccelli passeriformi della famiglia Fringillidae.

## Tassonomia
Il nome scientifico del genere deriva dal latino e consta dell'aggiunta del suffisso -fer ("portatore") a vangula, diminutivo di "vanga", col significato quindi di "portatore di piccola vanga", in riferimento alla forma del becco di questi uccelli.

## Descrizione
Le specie ascritte al genere sono note solo attraverso il ritrovamento di subfossili parziali di ossa del corpo e specialmente del becco, che in questi uccelli aveva una peculiare forma sottile ma dalla punta arrotondata, riscontrata finora solo negli affini drepanidini del genere Aidemedia, anch'essi estinti. L'aspetto era quello dipico dei fringillidi, con dimensioni inferiori alla ventina di centimetri.

## Biologia
Si suppone che questi uccelli fossero diurni. Sebbene la forma unica del becco renda difficile ipotizzarne con precisione la dieta, si pensa che fossero insettivori e catturassero le prede in volo, similmente ai pigliamosche, ipotesi questa supportata dal fatto che le varie specie di elepaio (rappresentanti per convergenza evolutiva grossomodo l'equivalente hawaiiano proprio dei pigliamosche) mancano dalle zone in cui questi uccelli vivevano, probabilmente per evitare fenomeni di competizione interspecifica.

## Distribuzione e habitat
I resti di ambedue le specie sono stati rinvenuti nel 1988 da Helen James nei tunnel di lava sulle pendici meridionali dell'Haleakalā, sull'isola hawaiiana di Maui.

## Tassonomia
Al genere vengono ascritte due specie, ambedue estinte:
- Vangulifer mirandus James & Olson, 1991
- Vangulifer neophasis James & Olson, 1991

Non sono ancora state ben studiate le relazioni di questi uccelli con gli altri Drepanidini: secondo alcuni, essi sarebbero vicini alle specie dal becco più sottile (clade corrispondente al taxon obsoleto degli Hemignathini).